# THE iDOLM@STER SHINY COLORS BRILLI@NT WING
《THE iDOLM@STER SHINY COLORS BRILLI@NT WING》은 2018년 6월 6일부터 란티스에서 발매되고 있는 아이돌마스터 샤이니 컬러즈의 CD 음반 시리즈이다.

## BRILLI@NT WING 01 Spread the Wings!!
2018년 6월 6일에 발매되었다. 샤니마스의 첫번째 곡인 《Spread the Wings》를 수록하고 있는 《BRILLI@NT WING》시리즈의 첫번째 음반이다.
초회 구입 특전으로 게임 내에서 사용할 수 있는 시리얼 코드를 증정한다.
수록곡
1. Spread the Wings!!
노래: 샤이니 컬러즈
작사: 코다마 사오리
작곡: 야마구치 아키히코
2. Multicolored Sky
노래: 샤이니 컬러즈